# From the Heart Down
From the Heart Down är debutalbumet för The Sinners utgivet oktober 1987. Efterföljande  singeln "When She Lies" som släpptes december 1988 kom med som bonuslåt på CD-utgåvan, som släpptes senare med nytt omslag. Skivan spelades in i jazzbasisten Jonas Hellborgs studio i Genarp utanför Lund. Wilmer X-trummisen Sticky Bomb producerade (som även var med och producerade gruppens tredje singel "Hotshot") och de fick hjälp av Peps Perssons ljudtekniker Lave Lindholm.

## Låtlista
1. The Bride & The Broom - 3:07
2. If I Only Were Lazy - 2:51
3. Walk On By - 1:55
4. You Ain't Different - 2:47
5. Fire - 2:04
6. 999 Kisses - 3:43
7. Good & Evil - 1:46
8. Future Kiss - 1:44
9. Ride On, Rebecka, Ride On - 2:48
10. Watch Out - 7:19
11. I'll Be Your Baby Tonight - 2:20
12. Sin City - 3:43
13. High Risk Investment - 2:39  (Bonuslåt på CD) (1988)
14. Future Kiss (Elektrisk Version) - 2:02  (Bonuslåt på CD) (1988)
15. When She Lies  3:12 - (Bonuslåt på CD) (1988)

Alla låtar skrivna av The Sinners, förutom 5:Sandén, 11:Bob Dylan
Låt 1-13: Producerad av Sticky Bomb (1987), 14-15: Producerad av 4-Eyed Thomas (1988)

## Musiker
- Sven Köhler - Sång, Tamburin
- Michael Sellers - Gitarr
- Henki Van Den Born - Gitarr
- David Sellers - Bas
- Rickard Swärdh - Trummor (1-13)
- Kiddie Manzini - Trummor (14-15) (1988)

- Nils Bergendal, Martin Bergendal - Blåsinstrument (1-13)
- Åke Nordin - Saxofon (1-13)
- Pange Öberg, Stefan Björk, Tomas Gabrielsson - Kör (1-13)
- Pelle Almgren - Kör (14-15) (1988)